# If You Only Knew (singolo)
If You Only Knew è un singolo del gruppo musicale statunitense Shinedown, pubblicato nel 2009 ed estratto dall'album The Sound of Madness.

## Tracce
- Download digitale

1. If You Only Knew – 3:46